# St. Georg (Untergreißlau)

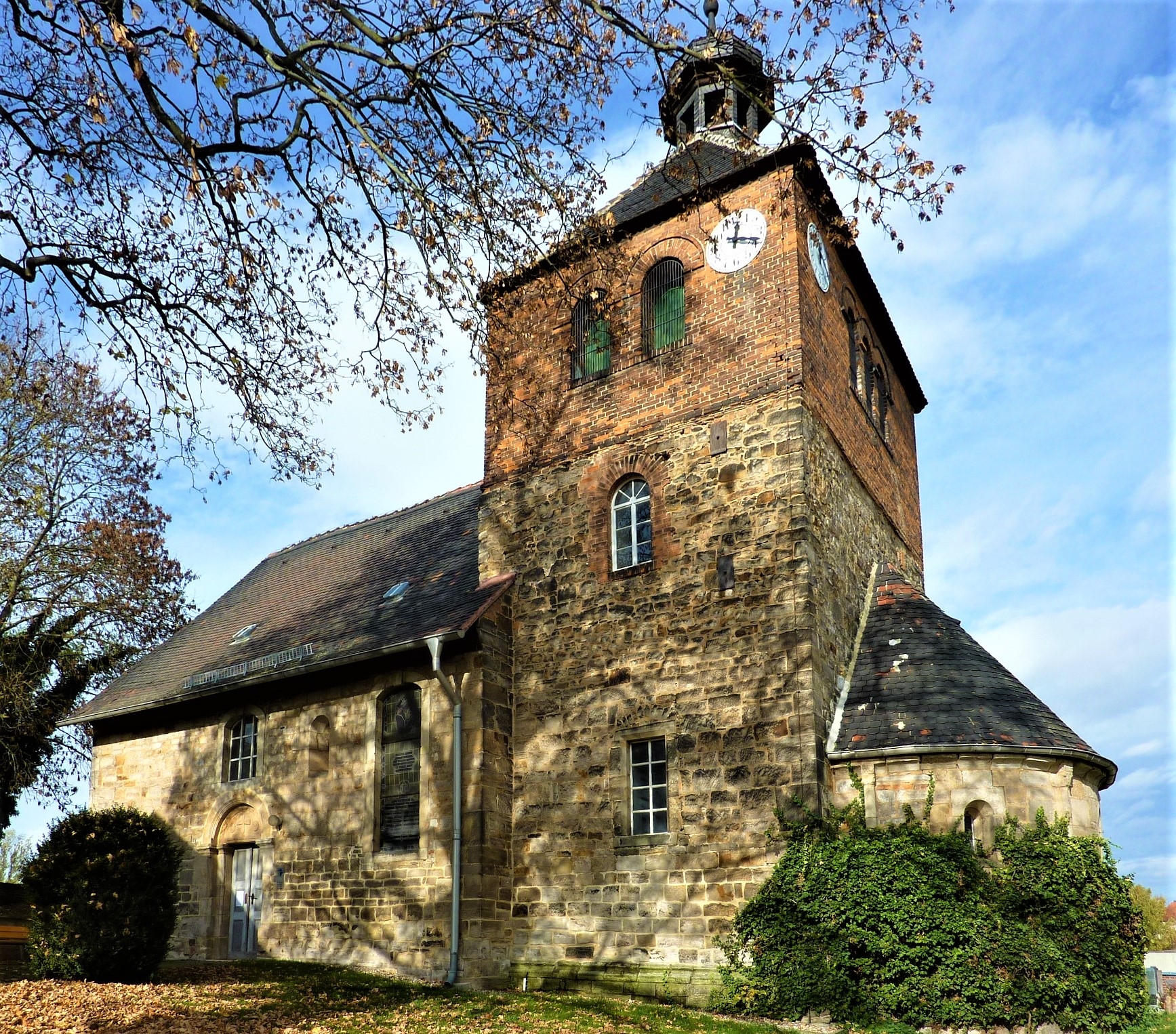
St. Georg

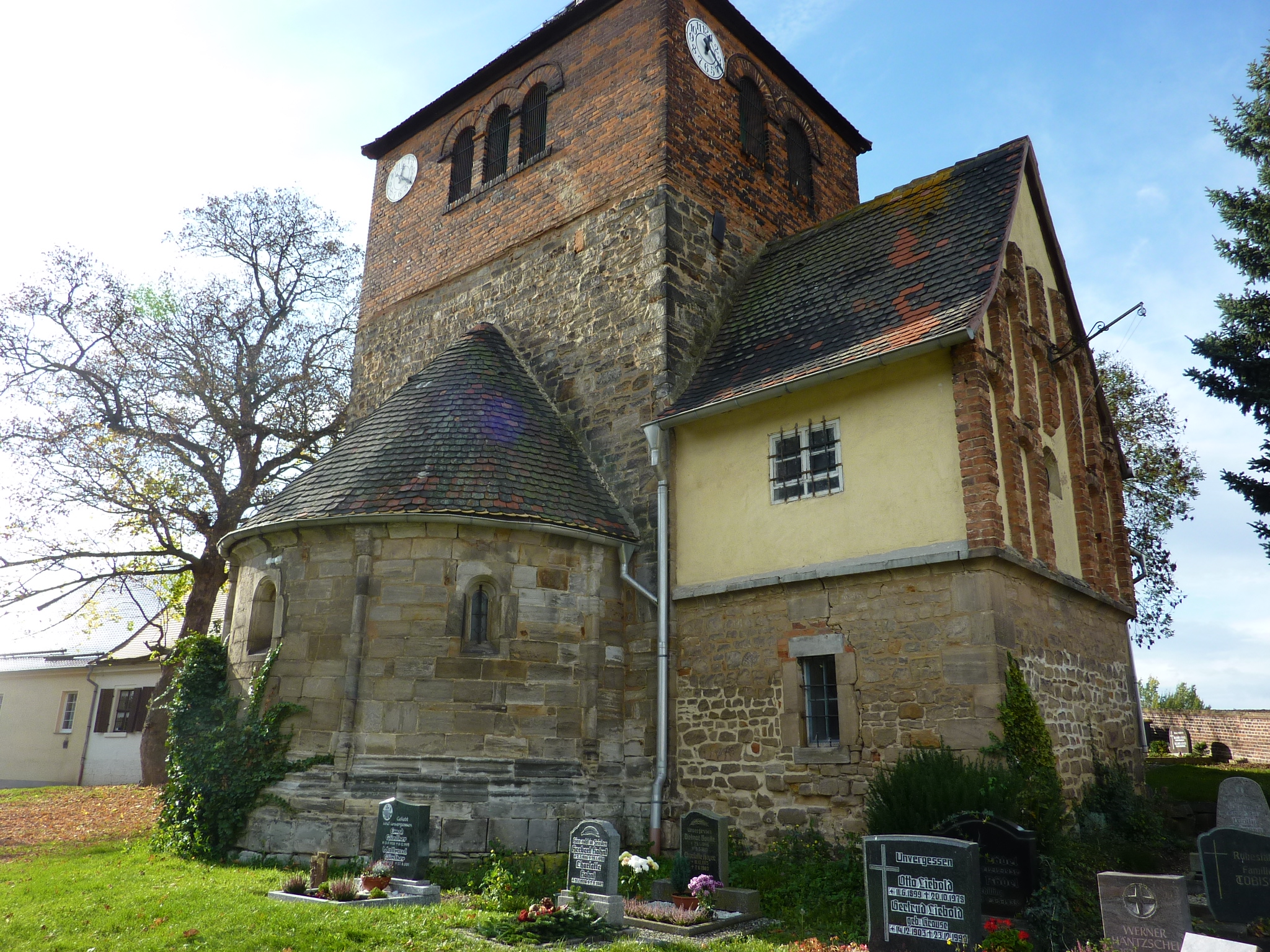
Chorturm und Sakristei mit Herrscherloge im Obergeschoss

Die St. Georg ist die evangelische Dorfkirche von Untergreißlau, einem Ortsteil der Stadt Weißenfels im  Burgenlandkreis in Sachsen-Anhalt. Sie gehört zum Pfarramt Weißenfels-Südost im Kirchenkreis Merseburg der Evangelischen Kirche in Mitteldeutschland.

## Geschichte
St. Georg wurde im 12. Jahrhundert als romanische Chorturmkirche errichtet. An der Nordseite des Turmes befindet sich ein Sakristeianbau mit Herrscherloge im Obergeschoss, deren Giebel spätgotische Backsteinblenden zeigt, die später vereinfacht wurden. Die Pfarrei Untergreißlau wurde zu Beginn des 14. Jahrhunderts durch den Bischof Ulrich von Naumburg dem Weißenfelser Klarissenkloster inkorporiert. Nach der Reformation ging die Kirche in landesherrliches Patronat über. Das Glockengeschoss des Chorturms stammt aus dem 19. Jahrhundert. Zwei der sechs mittelalterlichen Bronzeglocken stammen aus der Kirche des Klosters Langendorf.